# NGC 5758
NGC 5758 ist eine 14,0 mag helle linsenförmige Galaxie mit aktivem Galaxienkern vom Hubble-Typ E-S0 im Sternbild Bärenhüter und etwa 391 Millionen Lichtjahre von der Milchstraße entfernt. 
Sie wurde am 6. Juni 1886 von Lewis A. Swift entdeckt.